# Порески ефекти
Порез представља новчану накнаду, коју су правна и физичка лица, према закону, али и њиховој пореској способности, дужна да плате држави, без било какве противнакнаде од стране државе, а све то у циљу покривања јавних терета државе.

## Разлика између пореских ефеката уговора о раду и уговора о делу
Држава се порезом и ефектима пореза служи, како би у складу са својом државном и економском политиком, остварила своје постављене циљеве. У складу са тим, она доноси одређене пореске законе и прописује тежину датих пореских ефеката и стопа, како би одређене гране привреде стимулисала, а неке дестимулисала. 

### Уговор о делу
На основу члана 199 склапа се Википедија:Семинарски радови/Уговор о делу. Овај уговор закључује се са физичким лицем у писаном облику. Он се закључује ради обављања послова, који су ван делатности послодавца. Уговор о делу мора бити у писаном облику и у складу са Законом о раду и Законом о облигационим односима. 
Уговор о делу се састоји из:
1. Опште одредбе;
2. Надзор;
3. Закључивање уговора надметањем;
4. Обавезе посленика;
5. Одговорност за недостатке;
6. Обавезе наручиоца;
7. Ризик;
8. Право залоге;
9. Престанак уговора;

Овим уговором извршилац посла се обавезује да за потребе наручиоца посла, обави дати посао, на одређени начин и под одређеним условима. У уговору се наводи и датум завршетка задатог посла, као и место на коме се посао обавља. Према уговору, наручилац посла је након истека задатог рока, дужан да утврди количину и квалитет извршеног посла и о томе састави записник о примопредаји или изда писмену потврду о пријему завршеног посла. Након тога, извршилац има уговором задат рок да исправи евентуалне недостатке и незадовољства наручиоца, а за сав материјал и потребне услове за рад на целом послу одговоран је наручилац, уколико уговором није другачије прописано.
Након завршетка посла, наручилац је дужан да извршиоцу исплати накнаду.
Оваквим типом уговора, најчешће, се обе стране обавезују да су сагласне да све евентуалне неспоразуме у вези са уговором решавају споразумно, а уколико се решење спора не може постићи, сагласни су да се спор реши пред надлежним судом. 
На све што није предвиђено овим уговором, непосредно се примењују одредбе Закона о облигационим односима, које се односе на Уговор о делу.

#### Порески ефекти Уговора о делу
На приходе по уговору о делу плаћају се следеће обавезе:
- Порез на доходак грађана по стопи од 20% на основицу коју чини износ бруто накнаде умањен за нормиране трошкове по стопи од 20%;
- Допринос за пензијско и инвалидско осигурање по стопи од 22% на исту основицу на коју се плаћа порез на доходак грађана;
- Допринос за здравствено осигурање по стопи од 12,3% на исту основицу на коју се плаћа порез на доходак грађана, уколико лице са којим је закључен уговор није осигурано по другом основу. У овом случају за прорачун из нето у бруто износ користи се коефицијент 1,768034.

### Уговор о раду
Уговор о раду се такође у складу са поменутим Законом о раду и Законом о облигационим односима Републике Србије закључује у писаној форми, али са правним лицем и то због обављања послова који потпадају под делатност послодавца.
Према Закону о раду, члан 33, уговор о раду садржи:
1. назив и седиште послодавца;
2. име и презиме запосленог, место пребивалишта, односно боравишта запосленог;
3. врсту и степен стручне спреме запосленог;
4. врсту и опис послова које запослени треба да обавља;
5. место рада;
6. начин заснивања радног односа (на неодређено или одређено време);
7. трајање уговора о раду на одређено време;
8. дан почетка рада;
9. радно време (пуно, непуно или скраћено);
10. новчани износ основне зараде и елементе за утврђивање радног учинка, накнаде зараде, увећане зараде и друга примања запосленог;
11. рокове за исплату зараде и других примања на која запослени има право;
12. позивање на колективни уговор, односно правилник о раду који је на снази;
13. трајање дневног и недељног радног времена.

Уговором о раду могу да се уговоре и друга права и обавезе. На права и обавезе која нису утврђена уговором о раду примењују се одговарајуће одредбе закона и општег акта. 

#### Порески ефекти Уговора о раду
На приходе по уговору о раду плаћају се следеће обавезе:
- На приходе који имају третман зараде физичког лица плаћа се допринос за пензијско и инвалидско осигурање по стопи од 22%;
- Допринос за здравствено осигурање од 12,3% на основицу бруто зараде;
- Допринос за незапосленост по стопи од 1,5% на основицу;
- Порез на зараду по стопи од 12% по умањењу за 6554 (неопорезиви део).